# Милош Борисављевић
Милош Борисављевић (Ивањица, 1854 — Београд, 1934) био је српски војни лекар.

## Биографија
Милош Борисављевић је завршио основну школу у Ивањици, гимназију у Крагујевцу, а медицински факултет у Москви. У ратовима 1885. учествовао је као војни лекар, а у Првом светском рату достигао је до положаја начелника санитета. Од 1901. до 1921. био је секретар, потпредседник и председник Српског друштва Црвеног крста. У априлу 1916. пустио је проглас:
| „ | Историја света не памти већу трагедију од оне коју је доживео српски народ. | ” |

и помоћ је почела да стиже из целог света. Изабран је за доживотног почасног члана Црвеног крста. Одликова је Орденом Црвеног крста.